# Wyszejszaja liha (2022)
Wyszejszaja liha 2022 – 32. edycja najwyższej klasy rozgrywkowej piłki nożnej w Białorusi. Brało w niej udział 16 drużyn, które w okresie od 18 marca do 12 listopada 2022 rozegrały 30 kolejek meczów. Mistrzostwo po raz czwarty w historii zdobyła drużyna Szachciora Soligorsk. Zostało ono im jednak odebrane z powodu ustawiania meczów przez ten zespół. Podobnie sytuacja miała się z wicemistrzostwem Eniergietyka-BDU Mińsk, również biorącego udział w procederze ustawiania meczów.

## Drużyny
Po sezonie 2021 dwie najniżej sklasyfikowane drużyny – FK Smorgonie i Sputnik Reczyca (wycofany) – spadły do Pierszajej lihi. W ich miejsce do Wyszejszajej lihi awansowały Arsienał Dzierżynsk i Biełszyna Bobrujsk. W trakcie przerwy zimowej między sezonami z ligi wycofał się Ruch Brześć z powodu problemów finansowych spowodowanych sankcjami nałożonymi na Rosję po jej inwazji na Ukrainę. W jego miejsce do Wyszejszajej lihi awansował 5. zespół Pierszajej lihi – Dniapro Mohylew.
| Uczestnicy poprzedniej edycji | Uczestnicy poprzedniej edycji | Uczestnicy poprzedniej edycji | Uczestnicy poprzedniej edycji |
| --- | ----------------------------- | ----------------------------- | ----------------------------- |
| SZS | Szachcior Soligorsk           | Soligorsk                     | 1                             |
| BAT | BATE Borysów                  | Borysów                       | 2                             |
| DMI | Dynama Mińsk                  | Mińsk                         | 3                             |
| HOM | FK Homel                      | Homel                         | 4                             |
| DBR | Dynama Brześć                 | Brześć                        | 6                             |
| WTB | FK Witebsk                    | Witebsk                       | 7                             |
| TRP | Tarpieda-BiełAZ               | Żodzino                       | 8                             |
| SŁU | FK Słuck                      | Słuck                         | 9                             |
| ISŁ | Isłacz                        | Mińsk                         | 10                            |
| GRO | Nioman Grodno                 | Grodno                        | 11                            |
| FKM | FK Mińsk                      | Mińsk                         | 12                            |
| ENE | Eniergietyk-BDU Mińsk         | Mińsk                         | 13                            |
| po barażach |                               |                               |                               |
| SLA | Sławija Mozyrz                | Mozyrz                        | 14                            |
| Awans z Pierszaja liha |                               |                               |                               |
| ARS | Arsienał Dzierżynsk           | Dzierżyńsk                    | 1                             |
| BBO | Biełszyna Bobrujsk            | Bobrujsk                      | 2                             |
| DMH | Dniapro Mohylew               | Mohylew                       | 5                             |
| Oznaczenia: - kolumna pierwsza – skróty nazw drużyn, - kolumna trzecia – siedziba klubu, - kolumna czwarta – miejsce zajęte w poprzednim sezonie. |                               |                               |                               |

## Tabela
| Lp. | Drużyna                     | M  | Z  | R  | P  | B+ | B– | +/– | Pkt | Kwalifikacja lub spadek                                |
| --- | --------------------------- | -- | -- | -- | -- | -- | -- | --- | --- | ------------------------------------------------------ |
| 1   | Szachcior Soligorsk         | 30 | 20 | 5  | 5  | 55 | 17 | +38 | 65  | Drużyny wykluczone z europejskich pucharów             |
| 2   | Eniergietyk-BDU Mińsk       | 30 | 18 | 6  | 6  | 50 | 27 | +23 | 60  | Drużyny wykluczone z europejskich pucharów             |
| 3   | BATE Borysów                | 30 | 16 | 11 | 3  | 51 | 21 | +30 | 59  | Liga Mistrzów UEFA • I runda kwalifikacyjna            |
| 4   | Dynama Mińsk                | 30 | 16 | 11 | 3  | 50 | 25 | +25 | 59  | Liga Konferencji Europy UEFA • I runda kwalifikacyjna  |
| 5   | Isłacz Minski Rajon         | 30 | 16 | 6  | 8  | 51 | 33 | +18 | 54  | Drużyny wykluczone z europejskich pucharów             |
| 6   | Mińsk                       | 30 | 12 | 8  | 10 | 47 | 43 | +4  | 44  | Drużyny wykluczone z europejskich pucharów             |
| 7   | Homel                       | 30 | 12 | 7  | 11 | 36 | 37 | −1  | 43  | Drużyny wykluczone z europejskich pucharów             |
| 8   | Tarpieda-BiełAZ Żodzino (P) | 30 | 11 | 10 | 9  | 35 | 32 | +3  | 43  | Liga Konferencji Europy UEFA • II runda kwalifikacyjna |
| 9   | Nioman Grodno               | 30 | 9  | 13 | 8  | 39 | 36 | +3  | 40  | Liga Konferencji Europy UEFA • I runda kwalifikacyjna  |
| 10  | Sławija Mozyrz              | 30 | 10 | 7  | 13 | 42 | 46 | −4  | 37  |                                                        |
| 11  | Słuck                       | 30 | 7  | 11 | 12 | 26 | 41 | −15 | 32  |                                                        |
| 12  | Biełszyna Bobrujsk          | 30 | 6  | 12 | 12 | 37 | 50 | −13 | 30  |                                                        |
| 13  | Dynama Brześć               | 30 | 5  | 12 | 13 | 29 | 43 | −14 | 27  |                                                        |
| 14  | Arsienał Dzierżynsk (B, S)  | 30 | 5  | 8  | 17 | 18 | 42 | −24 | 23  | Baraże o Wyszejszaja liha                              |
| 15  | Witebsk (S)                 | 30 | 4  | 10 | 16 | 28 | 49 | −21 | 22  | spadek do Pierszajej lihi                              |
| 16  | Dniapro Mohylew (S)         | 30 | 3  | 3  | 24 | 21 | 73 | −52 | 12  | spadek do Pierszajej lihi                              |

1. 1 2 3 4 5 6  Szachcior Soligorsk i Eniergietyk-BDU Mińsk zostały uznane za winne ustawiania meczów przez BFF. Odmówiono nadania tym zespołom licencji UEFA, dzięki czemu prawo gry w eliminacjach do Ligi Mistrzów otrzymał 3. zespół w tabeli – BATE Borysów[5]. Prawo do gry w eliminacjach do Ligi Konferencji Europy otrzymały następne drużyny w tabeli – 4. Dynama Mińsk i 5. Isłacz Minski Rajon[5]. W międzyczasie Isłacz został uznany winnym ustawiania meczów w 2016, przez co im także nie przyznano licencji UEFA[6]. FK Homel i FK Mińsk nie ubiegały się o licencję UEFA[7], 8. drużyna ligi – Tarpieda-BiełAZ Żodzino – zdobyła prawo do gry w eliminacjach do Ligi Konferencji Europy poprzez wygranie Pucharu Białorusi[8], więc we wspomnianych eliminacjach zagrać mógł 9. zespół ligi – Nioman Grodno.

## Wyniki
| Gospodarz \ Gość        | ARS | BAT | BSH  | DBR | DMI | DNE | ENE | GOM | ISL | FCM | NEM | SHA | SLA | SLU | TZH | VIT |
| ----------------------- | --- | --- | ---- | --- | --- | --- | --- | --- | --- | --- | --- | --- | --- | --- | --- | --- |
| Arsienał Dzierżynsk     | —   | 0–2 | 0–0  | 0–2 | 0–1 | 1–0 | 0–2 | 1–2 | 1–3 | 0–0 | 1–1 | 1–2 | 3–2 | 1–1 | 1–2 | 0–0 |
| BATE Borysów            | 1–2 | —   | 2–2  | 4–1 | 0–0 | 2–1 | 1–1 | 2–1 | 0–1 | 3–2 | 2–1 | 0–2 | 4–0 | 4–0 | 1–1 | 2–1 |
| Biełszyna Bobrujsk      | 1–0 | 0–3 | —    | 2–2 | 0–0 | 0–0 | 0–1 | 2–3 | 2–1 | 2–2 | 1–0 | 1–2 | 1–4 | 0–2 | 1–3 | 2–2 |
| Dynama Brześć           | 0–0 | 0–3 | 1–1  | —   | 1–3 | 4–0 | 1–2 | 1–1 | 2–2 | 3–1 | 0–0 | 1–1 | 1–3 | 0–0 | 0–1 | 4–4 |
| Dynama Mińsk            | 1–1 | 2–2 | 0–0  | 0–0 | —   | 4–0 | 1–4 | 3–0 | 1–2 | 3–1 | 2–0 | 1–0 | 0–0 | 1–1 | 2–2 | 2–1 |
| Dniapro Mohylew         | 0–1 | 0–3 | 4–3  | 2–0 | 0–2 | —   | 0–2 | 0–4 | 0–2 | 2–4 | 1–3 | 0–7 | 1–3 | 1–2 | 0–1 | 2–1 |
| Eniergietyk-BDU Mińsk   | 0–1 | 0–2 | 3–1  | 0–0 | 1–3 | 1–1 | —   | 0–0 | 1–2 | 2–0 | 2–1 | 0–1 | 5–0 | 1–1 | 3–1 | 3–1 |
| Homel                   | 4–1 | 0–1 | 0–3  | 1–0 | 0–1 | 3–1 | 1–2 | —   | 3–1 | 0–3 | 3–0 | 0–3 | 0–2 | 1–0 | 1–0 | 1–0 |
| Isłacz Minski Rajon     | 2–1 | 0–0 | 2–0  | 1–2 | 2–2 | 3–2 | 2–3 | 1–1 | —   | 2–0 | 1–1 | 1–1 | 0–2 | 1–2 | 3–0 | 2–0 |
| Mińsk                   | 2–0 | 2–2 | 2–4  | 2–0 | 0–1 | 1–0 | 0–0 | 1–1 | 1–5 | —   | 3–2 | 1–0 | 5–0 | 1–0 | 1–0 | 2–0 |
| Nioman Grodno           | 2–0 | 0–0 | 2–2  | 2–1 | 2–3 | 2–0 | 1–4 | 3–0 | 1–0 | 1–1 | —   | 1–1 | 2–0 | 1–0 | 2–0 | 1–1 |
| Szachcior Soligorsk     | 3–0 | 0–1 | 4–1* | 2–0 | 1–0 | 4–0 | 0–1 | 1–0 | 1–0 | 2–1 | 2–2 | —   | 1–1 | 2–1 | 0–1 | 2–0 |
| Sławija Mozyrz          | 1–1 | 0–3 | 2–0  | 3–1 | 1–2 | 5–0 | 0–1 | 0–1 | 0–1 | 4–2 | 1–1 | 1–3 | —   | 1–1 | 2–2 | 0–2 |
| Słuck                   | 1–0 | 0–0 | 0–0  | 2–0 | 0–5 | 2–2 | 1–2 | 2–2 | 2–4 | 2–4 | 0–0 | 0–1 | 1–0 | —   | 1–1 | 0–2 |
| Tarpieda-BiełAZ Żodzino | 1–0 | 0–0 | 1–3  | 0–0 | 3–4 | 1–0 | 4–0 | 1–1 | 0–1 | 1–1 | 2–2 | 0–1 | 1–1 | 3–0 | —   | 1–0 |
| Witebsk                 | 3–0 | 1–1 | 2–2  | 0–1 | 0–0 | 2–1 | 0–3 | 1–1 | 1–3 | 1–1 | 2–2 | 0–5 | 0–3 | 0–1 | 0–1 | —   |

## Baraże o Wyszejszaja liha
W barażach o Wyszejszają lihę zagrał 14. zespół ligi – Arsienał Dzierżynsk – z 3. drużyną Pierszajej lihi – Maxline Rohaczów. Pierwszy mecz wygrał Arsienał 3:2, w drugim jednak zwycięstwo odniósł Maxline, wygrywając 3:1, więc Arsienał spadł do Pierszajej lihi. Początkowo awans mógł uzyskać Maxline, nie otrzymali oni jednak licencji, ponieważ nie spełniali warunku minimum dwóch lat członkostwa w BFF.
| 16 listopada 2022 | Arsienał Dzierżynsk · Sianko 13' · Gulecki 45' · Rassadkin 84' | 3:2(2:0)Raport | Maxline Rohaczów · 54', 89' (k.) Korcou | Stadion Haradzieja, Horodziej Widzów: 260 Sędzia: Wiktor Szymusik |
|                   |                                                                |                |                                         |                                                                   |

| 20 listopada 2022 | Maxline Rohaczów · Korcou 6' · Bruj 61' · Traczynski 73' | 3:1(1:0)Raport | Arsienał Dzierżynsk · 53' Sianko | Stadion Zdiuszar-1, Rohaczów Widzów: 980 Sędzia: Siergiej Krasnikau |
|                   |                                                          |                |                                  |                                                                     |

## Najlepsi strzelcy
| Bramki | Strzelcy                | Drużyna               |
| ------ | ----------------------- | --------------------- |
| 26     | Bobir Abdixolikov       | Eniergietyk-BDU Mińsk |
| 20     | Uładzimir Chwaszczynski | FK Mińsk              |
| 11     | Iwan Bachar             | Dynama Mińsk          |
| 10     | Stanisłau Drahun        | BATE Borysów          |
| 10     | Daniel Sosah            | Isłacz Minski Rajon   |
| 10     | Hleb Żerdzieu           | Sławija Mozyrz        |
| 9      | Pawieł Sawicki          | Nioman Grodno         |
| 9      | Maksim Skawysz          | Szachcior Soligorsk   |
| 9      | Ilja Wasiljew           | Biełszyna Bobrujsk    |

Źródło: